# Hedychium menghaiense
Hedychium menghaiense är en enhjärtbladig växtart som beskrevs av X.Hu och N.Liu. Hedychium menghaiense ingår i släktet Hedychium och familjen Zingiberaceae. Inga underarter finns listade i Catalogue of Life.